# Cité Parchappe
La cité Parchappe est une voie du 11e arrondissement de Paris, en France.

## Situation et accès
La cité Parchappe est une voie située dans le 11e arrondissement de Paris. Elle débute au 21, rue du Faubourg-Saint-Antoine et se termine au 10, passage du Cheval-Blanc.

## Origine du nom
Cette voie fait référence au nom du propriétaire des terrains, M. Parchappe.

## Historique
Elle existait au début du XXe siècle.